# 陳桓公
陳桓公（前754年—前707年），媯姓，名鮑，春秋时期諸侯國陳國第12位國君。陳文公之子，承襲陳文公之位擔任該國君主。在位期間為前744年－前707年，共在位38年。

## 家庭

### 父母
- 父：陳文公圉（陳國第11位君主）

### 兄弟
- 弟：陈佗（陳國第13位君主）

### 妻妾
- 蔡国女子，公子跃之母，因为他是蔡女所生，所以蔡国杀死陈佗，拥立公子跃即位为陳厉公[1]。

### 子女
- 太子免，陳桓公鲍之太子，为其叔父陈佗所杀。
- 陳厉公跃，太子免之弟
- 陳庄公林，陳厉公之弟
- 陳宣公杵臼，陳庄公之弟[2]

| 前任： 陳文公 | 春秋陳國君主 在位：前744年－前707年 （共38年） | 繼任： 陳佗 |